# Шведська королівська академія наук

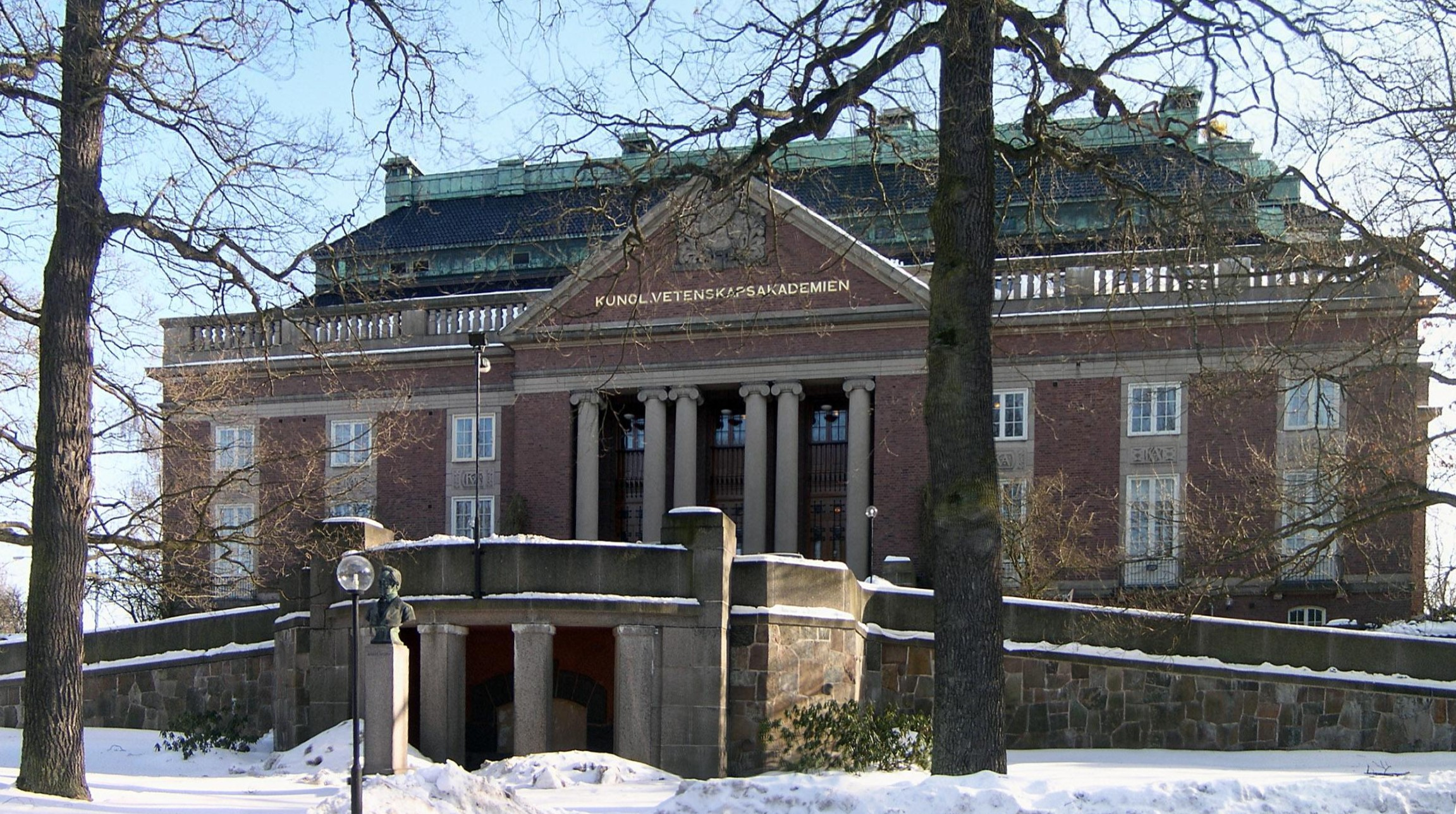
Будівля Шведської королівської академії наук

Шве́дська королі́вська акаде́мія нау́к (швед. Kungliga Vetenskapsakademien, KVA) — одна з королівських академій Швеції. 

## Загальний опис
Академія — незалежна, неурядова наукова організація, яка підтримує науку, передусім природничі науки та математику. 2 червня 1739 року її заснували натураліст Карл Лінней, комерсант Юнас Альстремер, інженер-механік Мортен Трівальд, державні службовці Стен Карл Більке та Карл Вільгельм Седер'єльм, а також політик Андерс Юган фон Гепкен.
Призначенням академії було зосереджуватися на практично корисних знаннях та публікувати матеріали шведською мовою для ознайомлення широких мас із академічними відкриттями, на противагу заснованому в 1719 році Королівському науковому товариству в Упсалі (швед. Kungliga Vetenskaps-Societeten i Uppsala), що публікувало свої праці латиною. Шведську королівську академію наук також навмисне розмістили в центрі торговельної діяльності — Стокгольмі, у якому, на відміну від Упсали, тоді ще не було університету. Академію влаштовано на зразок Лондонського королівського товариства та Французької академії наук в Парижі — установ, знаних декому із співзасновників. Виносить рішення про присудження Нобелівських премій з 1901 р. з фізики, хімії та з економіки (з 1969 р.).

## Премії
Комітети Академії присуджують такі міжнародні нагороди:
- Нобелівська премія з фізики, хімії та економіки[8][9] (відома також як Нобелівська меморіальна премія з економіки)
- Премія Крафорда з астрономії та математики, наук про Землю, біологічних наук (насамперед екології) та дослідження поліартритів[10]
- Премія Рольфа Шока з логіки та філософії[11]
- Премія Грегорі Аміноффа з кристалографії[12]
- Медаль Оскара Клейна.

Академія присуджує також низку національних премій:
- Премія Горана Густафсона за дослідження в галузі хімії, математики, молекулярної біології, медицини та фізики
- Премія Сьодерберга за дослідження в галузі економіки, юриспруденції або медицини
- Премія Інгвара Ліндквіста для вчителів у галузях фізики, хімії, біології, математики та природничих наук
- Премія Таге Ерландера "за дослідження в галузі природничих наук та технології" у чотирьох областях (фізика, хімія, технології та біологія)